# Polinyà (kommunhuvudort)
Polinyà är en kommunhuvudort i Spanien.   Den ligger i provinsen Província de Barcelona och regionen Katalonien, i den östra delen av landet, 500 km öster om huvudstaden Madrid. Polinyà ligger 162 meter över havet och antalet invånare är 6 176.
Terrängen runt Polinyà är platt söderut, men norrut är den kuperad.Runt Polinyà är det mycket tätbefolkat, med 1 692 invånare per kvadratkilometer. Närmaste större samhälle är Barcelona, 17,9 km söder om Polinyà. Runt Polinyà är det i huvudsak tätbebyggt.